# 戈斯·比利拉基斯
戈斯·比利拉基斯（Gus Bilirakis；1963年2月8日—）是美國的一位政治人物。自2013年開始，他是佛羅里達州第12選舉區選出的美國眾議院議員。他的黨籍是共和黨。在當選國會議員之前，比利拉基斯曾是佛羅里達州眾議院議員。